# Amika
Amika（あみか、1976年2月3日-）は日本の歌手である。B型。1998年ポニーキャニオンよりデビュー、その後東芝EMIにレーベル（バリアフリー）ごと移籍。2002年フリーになり、現在ライブやCM音楽を中心として活動している。

## 作品
バリアフリー時代の作品は廃盤になっているが、iTunesでダウンロード販売している。
- ふたつのこころ（1998.09.02）

1. ふたつのこころ 　 作詞・作曲：Amika　編曲：たつのすけ
2. Philosophy 　　 作詞・作曲：Ben Folds
3. How can I say 作詞・作曲：Amika　編曲：たつのすけ

- 世界（1998.11.18）

1. 世界 　　 作詞・作曲：Amika
2. ビール 　　 作詞・作曲：Amika　編曲：たつのすけ
3. ナンを食べにいく 作詞・作曲：Amika　編曲：たつのすけ

- 揺れる光ない海の底（1999.04.21）

1. 揺れる光ない海の底 作詞・作曲：Amika
2. 星の光（Prototype） 作詞・作曲：Amika
3. 住宅 　　 作詞・作曲：Amika

- オレンジの匂い（1999.08.06）

1. オレンジの匂い 　　 作詞・作曲：Amika
2. 終わりかけた春 　　 作詞・作曲：Amika
3. 世界（Live） 　　 作詞・作曲：Amika

- 自転車に乗って（2000.03.08）

1. 自転車に乗って 　　 作詞・作曲：Amika
2. 一枚のガム 　　 作詞・作曲：Amika
3. 愛情 　　 作詞・作曲：Amika

- 90%（2000.05.24）

1. 90% 　　 作詞・作曲：Amika
2. I DON'T LIKE MONDAYS 作詞・作曲：Bob Geldof
3. どうかしてたと言うならば 作詞・作曲：Amika

- 大きな月（2005.01.08）

1. 大きな月 作詞・作曲：Amika
2. ルービックキューブ(Live) 作詞・作曲：Amika
3. ひとりの部屋(Live) 作詞・作曲：Amika
4. ナンを食べにいく(Live) 作詞・作曲：Amika
5. 日々を繋ぐ 作詞・作曲：Amika

### アルバム
- 揺れる光ない海の底（1999.2.17）

1. 朝方 　　 作詞・作曲：Amika
2. 世界 　　 作詞・作曲：Amika
3. How can I say 　　 作詞・作曲：Amika　編曲：たつのすけ
4. 揺れる光ない海の底 　　 作詞・作曲：Amika
5. ふたつのこころ 　　 作詞・作曲：Amika
6. ナンを食べにいく 　　 作詞・作曲：Amika　編曲：たつのすけ
7. ビール 　　 作詞・作曲：Amika　編曲：たつのすけ
8. 花火 　　 作詞・作曲：Amika　編曲：たつのすけ
9. 住宅 　　 作詞・作曲：Amika
10. 一日 　　 作詞・作曲：Amika
11. 手を振る朝 　　 作詞・作曲：Amika

- 会えない事になった日（2000.12.13）

1. オレンジの匂い 　　 作詞・作曲：Amika　編曲：たつのすけ
2. ランチ後 　　 作詞・作曲：Amika　編曲：森山輝一
3. 愛情 　　 作詞：Amika　作曲：Amika・たつのすけ　編曲：たつのすけ
4. 一枚のガム 　　 作詞・作曲：Amika　編曲：たつのすけ
5. 90%　　 作詞：Amika　作曲：Amika・たつのすけ　編曲：たつのすけ
6. 自転車 　　 作詞・作曲：Amika　編曲：森山輝一
7. 目 　　 作詞・作曲：Amika　編曲：森山輝一
8. ラストディ 　　 作詞・作曲：Amika　編曲：森山輝一、Str Ar.奥居史生
9. 午後 　　 作詞・作曲：Amika　編曲：森山輝一
10. 九月 　　 作詞・作曲：Amika　編曲：森山輝一
11. このまま 　　 作詞・作曲：Amika　編曲：森山輝一

### ビデオ
- Live Amika 20031027（2003.12.3）

1. 一枚のガム 　　 作詞・作曲：Amika　編曲：たつのすけ
2. 90% 　　 作詞・作曲：Amika・たつのすけ　編曲：たつのすけ
3. 九月 　　 作詞・作曲：Amika　編曲：森山輝一
4. ビール 　　 作詞・作曲：Amika　編曲：たつのすけ
5. ナンを食べにいく 　　 作詞・作曲：Amika　編曲：たつのすけ
6. 世界 　　 作詞・作曲：Amika
7. 揺れる光ない海の底 　　 作詞・作曲：Amika
8. 愛情 　　 作詞・作曲：Amika・たつのすけ　編曲：たつのすけ

## ライブ
- 1998.10.09 心斎橋クラブクアトロ
  1. ビール
  2. ナンを食べにいく
  3. 世界

- 1998.10.28 有楽町ニッポン放送(ニッポン放送「オールナイトニッポンぶっとおしライブ」)

- 1998.10.31 福岡スカラエスパシオ
- 1998.11.25 TOWER RECORDS渋谷店(bay fm「POWER　STREET」)
- 1998.11.30 渋谷ON AIR WEST(ぴあデビューレビュー)
  1. ビール
  2. ナンを食べにいく
  3. Philosophy
  4. 花火
  5. 住宅
  6. ふたつのこころ
  7. 世界
- 1998.12.08 渋谷スペイン坂スタジオ(TFM「エモーショナルビート」)
- 1999.02.22 大宮アルシェ(NACK 5「HITS! THE TOWN」)
- 1999.03.03 代々木スタジオViViD(FM FUJI「J-POP SQUARE」)
- 1999.03.08 静岡K-MIX space-K(K-MIX招待制)
- 1999.03.23 初ツアー　福岡スカラエスパシオ
- 1999.03.24 心斎橋クラブクアトロ(FM802,招待制)
- 1999.03.26 初ツアー　渋谷クラブクワトロ
  1. ビール
  2. 朝方
  3. 住宅
  4. ナンを食べにいく
  5. 手を振る朝
  6. ふたつのこころ
  7. Moonlight Shadow(マイクオールドフィールド)
  8. Still too soon to know(エルビスコステロ)
  9. 花火
  10. Philosophy
  11. 一日
  12. 揺れる光ない海の底
  13. 世界
    - アンコール

  14. How can I say
  15. Stars(ジャニスイアン)
- 1999.05.09 TOWER RECORDS渋谷店
  1. 朝方
  2. 住宅
  3. ナンを食べにいく
  4. 星の光
  5. 世界
  6. 揺れる光ない海の底
  7. 手を振る朝
- 1999.05.10 名古屋ZIPサロン(FM招待制)
- 1999.05.22 富山市民プラザ(FMとやま,招待制)
- 1999.05.24 金沢AZホール(FM石川・招待制)

1. 朝方
2. ビール
3. ナンを食べにいく
4. 住宅
5. 手を振る朝
6. 世界
7. 揺れる光ない海の底
8. 外国曲
9. Philosophy
  - アンコール
10. 世界

- 1999.05.26 アクロス福岡円形ホール(招待制)

- 1999.07.29 夏季初ツアー　心斎橋クラブクワトロ
- 1999.07.30 夏季初ツアー　福岡ドラムロゴス
- 1999.08.02 夏季初ツアー　渋谷クラブクワトロ
  1. 世界
  2. ナンを食べにいく
  3. 住宅
  4. ビール
  5. 終わりかけた春
  6. オレンジの匂い
  7. 揺れる光ない海の底
  8. 朝方
  9. 花火
  10. 手を振る朝
  11. I don't like monday（Bob Geldofのカバー）
  12. 一日
  13. 星の光(prototype)
    - アンコール

  14. How can I say
  15. ふたつのこころ
  16. 世界
- 2000.08.04 西からの風（イベント）　Shibuya Nest
- 2000.09.23 東京百歌（イベント）　Shibuya Nest
  1. オレンジの匂い
  2. 90%
  3. ランチ後
  4. I　DON'T　LIKE　MONDAYS
  5. （不明）
  6. 世界

Piano, A. Guitar：たつのすけ
- 2000.10.31 府中Flight（PV撮影用招待制ライブ）
  1. 住宅
  2. 一枚のガム
  3. 目
  4. ランチ後
  5. ラストデイ
  6. 一日
  7. 世界
  8. ランチ後（テイク2）
  9. このまま
  10. オレンジの匂い
- 2000.12.24 2ndアルバム発売記念ライブ　Shibuya Nest
  1. 90%
  2. オレンジの匂い
  3. 朝方
  4. 目
  5. ラストデイ
  6. How Can I Say
  7. 花火
  8. 一日
  9. 午後
  10. 九月
  11. ふたつのこころ
  12. ランチ後
    - アンコール

  13. 2000 miles
  14. 世界
- 2001.01.06 NHK「サタデーHOTリクエスト」公開ライブ
  1. オレンジの匂い
  2. 90%
  3. ランチ後
- 2001.02.24 東京百歌（イベント）　Shibuya Nest
- 2001.12.20 EVENT 「前進三打！！！」 渋谷ON AIR WEST
  1. 朝方
  2. 一日
  3. オレンジの匂い
  4. 90%
  5. ふたつのこころ
    - アンコール

  6. 一枚のガム
  7. ナンを食べにいく
  8. 世界
- 2002.03.30 EVENT 「東京百歌　Vol. 25」 渋谷ON AIR EAST
  1. ビール
  2. 住宅
  3. 愛情
  4. Bizarre Love Triangle（カバー）
  5. 世界
- 2002.05.10 EVENT 「twinkle candy box vol. 5」 表参道FAB
  1. 90%
  2. ナンを食べにいく
  3. 世界
  4. ランチ後
  5. 一枚のガム
  6. 揺れる光ない海の底
  7. 愛とそのほか（新曲）
- 2002.06.13 EVENT 「詩百の木63」 吉祥寺Star Pine's Cafe
  1. ナンを食べにいく
  2. How can I say
  3. Moonlight Shadow（カバー）
  4. 朝方
  5. 愛とそのほか
  6. 90%
  7. 星の光
  8. 世界
    - アンコール

  9. 揺れる光ない海の底
- 2002.12.04 渋谷 7th Floor
  1. ビール
  2. ナンを食べにいく
  3. ラストデイ
  4. How can I say
  5. ひとり歩き（新曲）
  6. 朝方
  7. kiss from a rose（カバー）
  8. オレンジの匂い
  9. チャイナ（新曲）
  10. 90%
  11. どうかしてたと言うならば
  12. 揺れる光ない海の底
  13. 世界
    - アンコール

  14. 一枚のガム
  15. ふたつのこころ
  16. 愛とそのほか
- 2003.01.17 EVENT 「SPC Connection」 吉祥寺Star Pine's Cafe
  1. 世界
  2. 住宅
  3. Moonlight Shadow（カバー）
  4. 一日
  5. チャイナ
  6. 愛情
  7. 星の光
  8. 90%
- 2003.02.21 渋谷 7th Floor
  1. ランチ後
  2. オレンジの匂い
  3. 90%
  4. I don't like Mondays（Bob Geldofのカバー）
  5. ビール
  6. ナンを食べにいく
  7. 住宅
  8. 朝方
  9. 愛情
  10. 手を振る朝
  11. 揺れる光ない海の底
  12. 愛とその他
    - アンコール

  13. 一日
  14. 星の光
  15. 世界
- 2003.03.14 EVENT 「SPC Connection」 吉祥寺Star Pine's Cafe
- 2003.04.30 EVENT 「東京百歌・別冊 Vol. 7」渋谷NEST
  1. ナンを食べにいく
  2. オレンジの匂い
  3. 90%
  4. 世界
  5. 新曲（2行だけ）
  6. ふたつのこころ
- 2003.05.21 EVENT 「"水の音" Vol. 4」渋谷ON AIR WEST
- 2003.06.14 EVENT 「トーキョーイルミネーション Vol. 2」三軒茶屋グレープフルーツムーン
  1. オレンジの匂い
  2. 梅雨の朝
  3. 朝方
  4. True　Colores（カバー）
  5. 90%
- 2003.07.16 南青山MANDARA
  1. ナンを食べにいく
  2. 朝方
  3. 花火
  4. 梅雨の朝（新曲）
  5. True Colors（カバー）
  6. kiss from a rose（カバー）
  7. How can I say
  8. どうかしてたと言うならば
  9. 揺れる光ない海の底
  10. 90%
  11. 自転車に乗って
  12. 世界
    - アンコール

  13. 一日
  14. 手を振る朝
  15. ふたつのこころ
  16. 星の光
- 2003.10.27 渋谷 7th Floor
  1. 一枚のガム
  2. オレンジの匂い
  3. Best Imitation Of Myself（BEN FOLDS FIVEのカバー）
  4. どうかしてたと言うならば
  5. 90%
  6. 九月
  7. ビール
  8. ナンを食べにいく
  9. 一日
  10. 浮かぶ雲（新曲）
  11. ひとりの部屋（仮）（新曲）
  12. 世界
  13. 揺れる光ない海の底
    - アンコール

  14. このまま
  15. ルービックキューブ（新曲）
  16. 愛情
- 2003.11.11 EVENT 「トーキョーイルミネーション Vol. 3」三軒茶屋グレープフルーツムーン（ゲスト出演）
  1. ルービックキューブ
  2. 愛情
    - （当日飛び入りゲストが決まったライブ）
- 2003.12.03 EVENT 「詞百の木89」吉祥寺Star Pine's Cafe
  1. 世界
  2. オレンジの匂い
  3. ルービックキューブ
  4. ひとりの部屋
  5. どうかしてたと言うならば
  6. 朝方
  7. Hyper-ballad（Bjorkのカバー）
  8. 一日
  9. 星の光
- 2004.02.19 EVENT 「S. P. C.  Connection」吉祥寺Star Pine's Cafe
  1. ルービックキューブ
  2. ひとりの部屋
  3. ナンを食べにいく
  4. チャイナ
  5. ラストデイ
  6. 揺れる光ない海の底
  7. 世界
- 2004.04.26 「春愁」南青山MANDARA
  1. オレンジの匂い
  2. ビール
  3. 梅雨の朝
  4. 90%
  5. 住宅
  6. I don't like mondays
  7. （カバー曲？）
  8. 一日
  9. 揺れる光無い海の底
  10. ふるさと
  11. 愛情
  12. ふたつのこころ
- 2004.08.14 「Amika Live 2004 夏」下北沢440
  1. 朝方
  2. ビール
  3. 90%
  4. 九月
  5. How can I say
  6. （カバー曲）
  7. 新曲:未定
  8. 新曲:(switchの詩集から)
  9. 自転車
  10. オレンジの匂い
  11. ひとりの部屋
  12. ルービックキューブ
  13. 世界
  14. 星の光
  15. 揺れる光無い海の底
  16. 愛情
  17. ふたつのこころ
  18. 手を振る朝
- 2005.01.08 「Amika Live +」南青山MANDALA
  1. オレンジの匂い
  2. 世界
  3. ナンを食べにいく
  4. ルービックキューブ
  5. ビール
  6. 一日
  7. ひとりの部屋
  8. ランチ後
  9. 花火
  10. 大きな月
  11. 日々を繋ぐ
  12. 90%
  13. 揺れる光ない海の底
  14. ふたつのこころ
  15. 愛情
    - アンコール

  16. 星の光

Piano, A. Guitar：たつのすけ
Perc. ：山田とも
A. Guitar：目木とーる
Cello：柏木広樹
- 2005.08.09 熊本 DRUM Be-9
  1. オレンジの匂い
  2. 朝方
  3. ひとりの部屋
  4. あんただぁれ（RIOのカバー）
  5. ルービックキューブ
  6. I DON'T LIKE MONDAYS（Bob Geldofのカバー）
  7. 大きな月
  8. 90%
  9. 一日
  10. 揺れる光ない海の底
  11. 世界
    - アンコール

  12. How can I say
  13. ふたつのこころ
  14. 愛情
- 2005.08.10 長崎 DRUM Be-7
  1. 世界
  2. オレンジの匂い
  3. 朝方
  4. ルービックキューブ
  5. ひとりの部屋
  6. あんただぁれ（RIOのカバー）
  7. I DON'T LIKE MONDAYS（Bob Geldofのカバー）
  8. ビール
  9. 大きな月
  10. 90%
  11. 一日
  12. 愛情
- 2005.08.12 福岡 ドラムロゴス
  1. 世界
  2. オレンジの匂い
  3. 朝方
  4. ルービックキューブ
  5. ひとりの部屋
  6. あんただぁれ（RIOのカバー）
  7. I DON'T LIKE MONDAYS（Bob Geldofのカバー）
  8. 大きな月
  9. 90%
  10. 一日
  11. 揺れる光ない海の底
  12. ふたつのこころ
  13. 愛情
- 2005.09.02 恵比寿 Switch
  1. 世界
  2. 朝方
  3. ナンを食べにいく
  4. ルービックキューブ
  5. オレンジの匂い
  6. 自転車
  7. 手を振る朝
  8. 星の光
  9. 大きな月
  10. ひとりの部屋
  11. 90%
  12. 一日
  13. 揺れる光ない海の底
  14. ふたつのこころ
    - アンコール

  15. 九月
  16. 日々を繋ぐ
  17. 愛情

Piano, A. Guitar：たつのすけ
Bass：スティング宮本
Perc. ：丹菊正和
- 2017.09.30 仙川 KICK BACK CAFE
  1. 世界
  2. ビール
  3. ナンを食べにいく
  4. ルービックキューブ
  5. 一枚のガム
  6. 90％
  7. どうかしてたと言うならば
  8. How can I say
  9. 朝方
  10. オレンジの匂い
  11. 一日
  12. ふたつのこころ
    - アンコール

  13. 愛情

Piano, A. Guitar：たつのすけ
A. Guitar：嘉多山信
- 2023.08.18 「Amika Live」南青山MANDALA
  1. 世界
  2. オレンジの匂い
  3. ナンを食べにいく
  4. How can I say
  5. ランチ後
  6. 愛情
  7. 揺れる光ない海の底
  8. 手を振る朝
  9. 九月
  10. Moonlight Shadow（Mike Oldfield）
  11. ビール
  12. 90%
    - アンコール

  13. ふたつのこころ
  14. Better Times Will Come （JANIS IAN）
  15. 星の光

Piano, A. Guitar：たつのすけ
Cello：柏木広樹
- 2024.10.23 「autumn music」吉祥寺Star Pine's Cafe
  1. 揺れる光ない海の底
  2. 九月
  3. オレンジの匂い
  4. 90%
  5. ふたつのこころ
  6. 自転車に乗って
  7. 愛情
  8. 世界

　　　　Piano：たつのすけ
- ・2025.02.02 「Natural Woman」吉祥寺Star Pine's Cafe
  1. オレンジの匂い
  2. ナンを食べにいく
  3. ランチ後
  4. １日
  5. 90%
  6. 花火
  7. Trilogy（Emerson, Lake & Palmer・一部日本語訳Amika）
    - 休憩

  8. １枚のガム
  9. A Natural Woman（Carole King・一部日本語訳Amika）
  10. 九月
  11. 愛情
  12. ふたつのこころ
  13. 世界
  14. 手を振る朝（別バージョン）
    - アンコール

  15. How can I say

## CMほか（歌）
- ベネッセコーポレーション「こどもちゃれんじ」『ほっぷぐみシアター』-歌
- ワンカルビ　　CM音楽と歌
- ケロッグ「オールブラン」-CM音楽と歌
- ライオン　システマ「ハグキプラス」-CM 英作詞と歌
- 明治「ポップザック」-CM歌
- 2007 林原　トレハロース
- 2011 明治乳業 カロリー70%オフ 『オフスタイル』
- 2011 『SuperStar』エンディングテーマ(国際短編映画祭ショートフィルムフェスティバル＆アジア出品作品)
- 2011 新生銀行　レイク　-CM『いつでもどこでも篇』
- 2013 Miche Bloomin'(ミッシュブルーミン)　つけまつげ　-CM
- 2017 イオン機能性防寒下着『Peace Fit』　-CMの歌とナレーション

## ラジオ番組
- @llnightnippon.com（ニッポン放送、1999/3/31〜1999/9/29）
- FM Amika （TOKYO FM/K-MIX/HFM、2000/1/1〜2001/3/30）

## 雑誌連載
- 無免許国（カッチャオ）
- 日頃の行い（Nifty Super Internet）